# پراوایا رایچیخا
پراوایا رایچیخا (به لاتین: Pravaya Raychikha) یک منطقهٔ مسکونی در روسیه است که در استان آمور واقع شده‌است.